# Liam Cooper
Liam David Ian Cooper (Kingston upon Hull, Inglaterra, Reino Unido, 30 de agosto de 1991) es un futbolista británico. Juega como defensa en el PFC CSKA Sofía de la Primera Liga de Bulgaria.

## Trayectoria

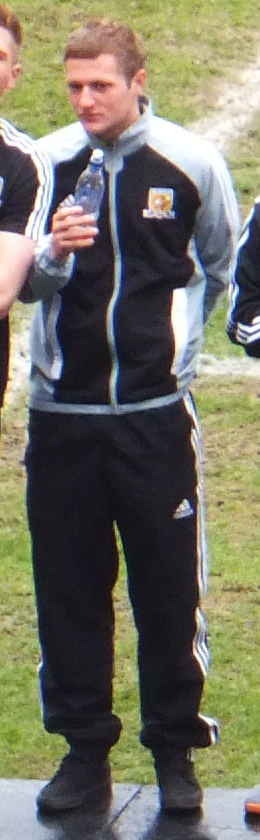
Cooper en el Hull City en 2012.

Cooper se formó en la cantera del Hull City en donde arribó a los 12 años. En el club debutó como profesional del primer equipo el 26 de agosto de 2008 frente al Swansea City en la Football League Cup. El 30 de agosto de 2008, en su cumpleaños número 17, debutó por Premier League frente al Wigan Athletic entrando como sustituto.
Su estadía en el Hull City fue de cinco años, pero durante ese tiempo fue cedido a tres equipos. En enero de 2011 al Carlisle United en donde estaría por dos meses y disputaría 7 encuentros, en julio del mismo año fue al Huddersfield Town, estaría hasta diciembre y jugaría solo 4 partidos. Luego volvió al Hull City.
El 1 de noviembre de 2012 y mediante una cesión fue al Chesterfield, en donde haría su debut el 16 de noviembre y marcaría su segundo gol como profesional frente al Oxford United en una victoria por 2-1. Después de grandes desempeños el Chesterfield decidió de hacerse de la ficha del jugador en julio de 2013.
Una gran temporada 2013-14 tuvo en el Chesterfield, que el 13 de agosto de 2014 el Leeds United anunció su contratación por tres años y por un monto de entre 500 000 y 750 000 libras.
El 11 de septiembre de 2024 se confirmó su marcha del Leeds United al expirar su contrato para jugar en el extranjero, haciéndose oficial al día siguiente su fichaje por el PFC CSKA Sofía. Durante los diez años que estuvo en el club, disputó 284 partidos y consiguió un ascenso a la Premier League.

## Selección nacional
Fue internacional con la selección sub-17 de Escocia en cinco ocasiones, y también con la selección de Escocia sub-19 pero solo en una ocasión.

### Participaciones en Eurocopas
| Copa          | Sede     | Resultado    | Partidos | Goles |
| ------------- | -------- | ------------ | -------- | ----- |
| Eurocopa 2020 | Europa   | Primera fase | 1        | 0     |
| Eurocopa 2024 | Alemania | Primera fase | 0        | 0     |

## Estadísticas
Actualizado al último partido disputado en la temporada 2024-25.
| Club | Div.          | Temporada     | Liga(1) | Liga(1) | Copas nacionales(2) | Copas nacionales(2) | Copas internacionales | Copas internacionales | Total | Total |
| Club | Div.          | Temporada     | Part.   | Goles   | Part.               | Goles               | Part.                 | Goles                 | Part. | Goles |
| --- | ------------- | ------------- | ------- | ------- | ------------------- | ------------------- | --------------------- | --------------------- | ----- | ----- |
| Hull City A. F. C. Inglaterra | 1.ª           | 2008-09       | 0       | 0       | 1                   | 0                   | —                     | —                     | 1     | 0     |
| Hull City A. F. C. Inglaterra | 1.ª           | 2009-10       | 2       | 0       | 2                   | 0                   | —                     | —                     | 4     | 0     |
| Hull City A. F. C. Inglaterra | 2.ª           | 2010-11       | 2       | 0       | 1                   | 0                   | —                     | —                     | 3     | 0     |
| Hull City A. F. C. Inglaterra | 2.ª           | 2011-12       | 7       | 0       | 2                   | 0                   | —                     | —                     | 9     | 0     |
| Hull City A. F. C. Inglaterra | Total club    | Total club    | 11      | 0       | 6                   | 0                   | 0                     | 0                     | 17    | 0     |
| Carlisle United F. C. Inglaterra | 3.ª           | 2010-11       | 6       | 1       | 1                   | 0                   | —                     | —                     | 7     | 1     |
| Carlisle United F. C. Inglaterra | Total club    | Total club    | 6       | 1       | 1                   | 0                   | 0                     | 0                     | 7     | 1     |
| Huddersfield Town A. F. C. Inglaterra | 3.ª           | 2011-12       | 4       | 0       | 3                   | 0                   | —                     | —                     | 7     | 0     |
| Huddersfield Town A. F. C. Inglaterra | Total club    | Total club    | 4       | 0       | 3                   | 0                   | 0                     | 0                     | 7     | 0     |
| Chesterfield F. C. Inglaterra | 4.ª           | 2012-13       | 29      | 2       | 2                   | 1                   | —                     | —                     | 31    | 3     |
| Chesterfield F. C. Inglaterra | 4.ª           | 2013-14       | 41      | 3       | 7                   | 0                   | —                     | —                     | 48    | 3     |
| Chesterfield F. C. Inglaterra | 3.ª           | 2014-15       | 1       | 0       | 0                   | 0                   | —                     | —                     | 1     | 0     |
| Chesterfield F. C. Inglaterra | Total club    | Total club    | 71      | 5       | 9                   | 1                   | 0                     | 0                     | 80    | 6     |
| Leeds United F. C. Inglaterra | 2.ª           | 2014-15       | 29      | 1       | 2                   | 0                   | —                     | —                     | 31    | 1     |
| Leeds United F. C. Inglaterra | 2.ª           | 2015-16       | 39      | 1       | 2                   | 0                   | —                     | —                     | 41    | 1     |
| Leeds United F. C. Inglaterra | 2.ª           | 2016-17       | 11      | 0       | 7                   | 0                   | —                     | —                     | 18    | 0     |
| Leeds United F. C. Inglaterra | 2.ª           | 2017-18       | 30      | 1       | 2                   | 0                   | —                     | —                     | 32    | 1     |
| Leeds United F. C. Inglaterra | 2.ª           | 2018-19       | 38      | 3       | 0                   | 0                   | —                     | —                     | 38    | 3     |
| Leeds United F. C. Inglaterra | 2.ª           | 2019-20       | 38      | 2       | 0                   | 0                   | —                     | —                     | 38    | 2     |
| Leeds United F. C. Inglaterra | 1.ª           | 2020-21       | 25      | 1       | 1                   | 0                   | —                     | —                     | 26    | 1     |
| Leeds United F. C. Inglaterra | 1.ª           | 2021-22       | 21      | 0       | 1                   | 0                   | —                     | —                     | 22    | 0     |
| Leeds United F. C. Inglaterra | 1.ª           | 2022-23       | 18      | 1       | 1                   | 0                   | —                     | —                     | 19    | 1     |
| Leeds United F. C. Inglaterra | 2.ª           | 2023-24       | 16      | 1       | 3                   | 0                   | —                     | —                     | 19    | 1     |
| Leeds United F. C. Inglaterra | Total club    | Total club    | 265     | 11      | 19                  | 0                   | 0                     | 0                     | 284   | 11    |
| PFC CSKA Sofía Bulgaria | 1.ª           | 2024-25       | 22      | 1       | 3                   | 0                   | —                     | —                     | 25    | 1     |
| PFC CSKA Sofía Bulgaria | Total club    | Total club    | 22      | 1       | 3                   | 0                   | 0                     | 0                     | 25    | 1     |
| Total carrera | Total carrera | Total carrera | 379     | 18      | 41                  | 1                   | 0                     | 0                     | 420   | 19    |
| (1) Incluye datos de los play-offs de ascenso de la EFL Championship (2) Incluye datos de Football League Trophy, FA Cup, Copa de la Liga y Copa de Bulgaria. |               |               |         |         |                     |                     |                       |                       |       |       |

## Palmarés

### Campeonatos nacionales
| Título              | Club               | País       | Año  |
| ------------------- | ------------------ | ---------- | ---- |
| Football League Two | Chesterfield F. C. | Inglaterra | 2014 |
| EFL Championship    | Leeds United F. C. | Inglaterra | 2020 |